# Подарга
Пода́рга (грец. Podarge — прудконога) — гарпія, що народила від Зефіра коней Ксанта й Баліоса.